# USCSS Nostromo
L'USCSS Nostromo est un vaisseau spatial fictif qui apparait dans le film Alien réalisé en 1979 par Ridley Scott. L'intérieur du vaisseau a été conçu par Ron Cobb, son nom fait référence au livre Nostromo de Joseph Conrad.